# Généalogie d'Adolf Hitler
Pour les articles homonymes, voir Hitler (homonymie).
La généalogie d'Adolf Hitler est complexe, notamment en ce qui concerne les ascendants mâles, et a été plusieurs fois modifiée, plus souvent pour des raisons politiques ou idéologiques que du fait de la découverte d'éléments nouveaux.

Un des arbres généalogiques possibles d’Adolf Hitler, qui retient l'hypothèse que son arrière-grand-père maternel (sur le côté droit de l'arbre), Johann Nepomuk Hiedler (1807-1888), abrégé sur l'image en « Johann Hiedler (1807-1888) », est aussi son grand-père paternel (sur le côté gauche de l'arbre). En effet, l'identité de son grand-père paternel n'est pas assurée, puisque l'acte de baptême d'Alois Hitler, né Schicklgruber, ne contient aucune mention de père et indique « enfant illégitime ».
Si cette hypothèse n'est pas retenue, il convient pour le plus probable des cas admis, de mentionner, en lieu et place, que son grand-père paternel (sur le côté gauche de l'arbre) est Johann Georg Hiedler (1792-1857), en l'occurrence le frère de Johann Nepomuk Hiedler (1807-1888), ce dernier étant toujours situé sur le côté droit de l'arbre.
D'ailleurs la filiation officielle, établie en janvier 1877 après la mort de Johann Georg Hiedler (1792-1857) par son frère Johann Nepomuk Hiedler (1807-1888) à des fins successorales, est celle-ci : Johann Georg Hiedler (1792-1857) est le père d'Alois Hitler ; en conséquence, Johann Nepomuk Hiedler (1807-1888) est l'oncle d'Alois Hitler et peut lui léguer des biens.

## Étymologie du nom
Selon Le Robert des noms propres, Hitler est une variante de Hüttler, de l'allemand Hüttle « petite cabane » (peut avoir désigné un homme vivant près d'une cabane ; en Bavière, désignait un charpentier).

## Une généalogie incertaine et controversée

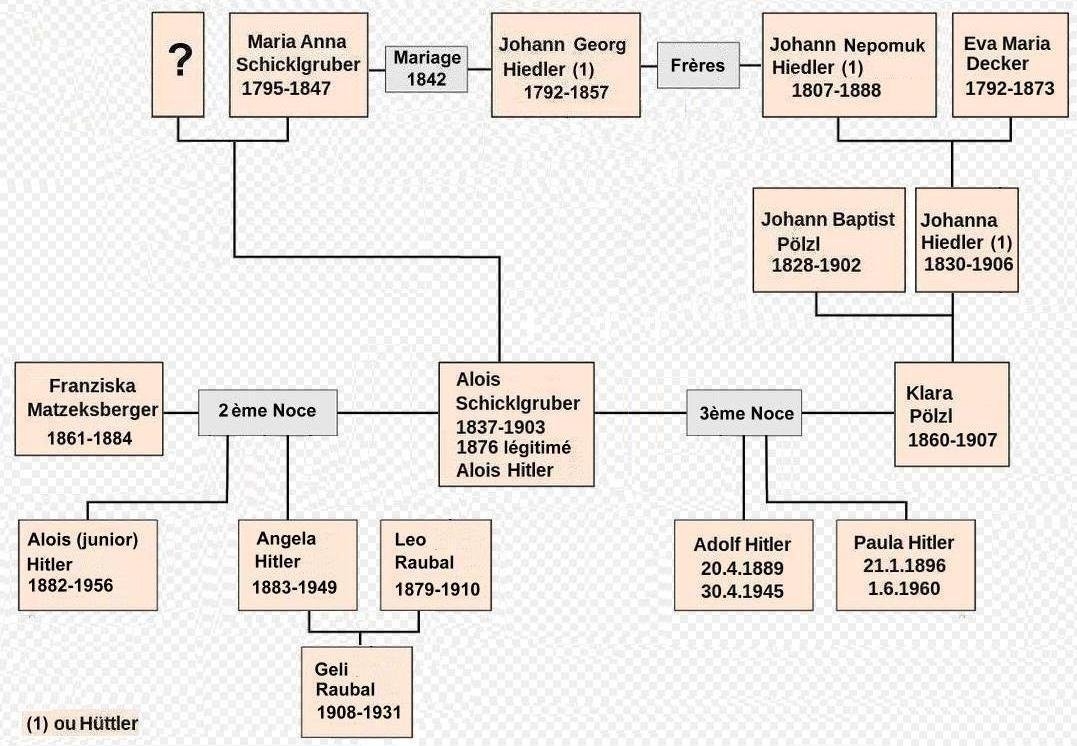
Généalogie simplifiée d' Adolf Hitler

Comme pour beaucoup d'enfants de cette époque, dont une partie des ascendants est issue de relations avec des servantes, il est difficile d'établir une généalogie assurée.
Son père, Alois (1837-1903), est le fils illégitime de Maria Anna Schicklgruber (1795-1847) :
- il porte le nom de Schicklgruber jusqu'à l'âge de 39 ans (janvier 1877) ;
- en janvier 1877, à l'initiative de son oncle légalisé, Johann Nepomuk Hiedler (1807-1888), il prend celui du frère de Johann Nepomuk : Johann Georg Hiedler (1792-1857), lequel Johann Georg épousa sa mère en 1842 mais ne reconnut pas Alois de son vivant ;
- le changement de nom intervient :
  - trente ans après la mort de sa mère,
  - vingt ans après celle de son père légalisé,
  - avec semble-t-il l'aide de son oncle légalisé, Johann Nepomuk Hiedler, qui exprime ainsi sa volonté de lui ouvrir des droits à héritage.

L'ascendance même des frères Hiedler (Johann Nepomuk et Johann Georg) est incertaine, on les suppose nés de Martin Hiedler (1762-1829) et d'Anna Maria Goeschl (1760-1854).
Selon la plupart des historiens nazis, le père biologique d'Alois Hitler serait Johann Georg Hiedler (légalisé en 1877) ; selon d'autres historiens, ce pourrait être Johann Nepomuk Hiedler, frère du précédent et grâce à qui, semble-t-il, il parvint à prendre le nom de son père adoptif (Johann Georg Hiedler).
Selon que l'on retienne l'ascendance établie par l'état civil (registre paroissial de Döllersheim, complété en janvier 1877 par celui de Mistelbach (de) — hameau de la commune de Großschönau, à 5 km de Spital où vivait Johann Nepomuk Hiedler qui a validé que son frère était le père d'Alois), celle supposée (vis-à-vis de Johann Nepomuk Hiedler) ou enfin l'indétermination sur la parenté biologique d'Alois Hitler, Klara Pölzl, troisième et dernière épouse d'Alois et mère d'Adolf, serait : 
- soit la cousine germaine de son mari (version officielle) ;
- soit la nièce de son mari — puisqu'elle est la fille de Johanna Hiedler, elle-même fille de Johann Nepomuk Hiedler (cas où ce dernier serait le père biologique d'Alois) ;
- soit n'aurait aucune parenté biologique avec son époux (hypothèse d'un autre père biologique que l'un des deux frères Hiedler).

Du côté paternel, on ne peut remonter avec certitude qu'au premier degré pour les hommes, puisque la question du père biologique est indécise et celle du père officiel douteuse. Cependant cette branche se rattache à la généalogie d'Adolf Hitler par le côté maternel, et joue en outre un rôle certain dans l'historiographie nazie.
Pour leur grande part, les ascendants d'Adolf Hitler sont originaires de deux hameaux (alors situés dans l'empire d'Autriche-Hongrie, aujourd'hui en Autriche) du Waldviertel, une région rurale et forestière au nord-ouest de Vienne : Spital, hameau de la commune de Weitra, et Strones, hameau de la commune de Döllersheim, les deux étant situés à une quarantaine de kilomètres l'un de l'autre.

### Rumeurs et théories concernant de supposées origines juives d'Hitler
À plusieurs reprises, des rumeurs ont prêté à Hitler des origines juives, et cela parfois dans l'entourage proche de celui-ci. Durant l'été 1921, avant son ascension à la direction du parti fin juillet, certains dirigeants du NSDAP le soupçonnaient d'être juif. Vingt ans plus tard, Heinrich Himmler lui-même a constitué un « dossier secret sur le Führer » et chargea la Gestapo le 4 août 1942 d'enquêter sur les origines du Führer, sans résultat.
Si des articles de presse remettent régulièrement la question des origines de Hitler sur le devant de la scène, en s'appuyant notamment sur les progrès réalisés par l'analyse génétique, ou la découverte de documents inédits, les journaux de l'époque relayaient également ce type de révélations, la plupart du temps peu convaincantes, dans un effort de « décrédibilisation » teinté de sensationnalisme. Ainsi, durant l'été 1932, le Neue Zürcher Zeitung a publié un article sur les « ancêtres juifs » de Hitler, car le nom de « Salomon » figurait, de manière erronée, dans sa généalogie officielle,. Le 14 octobre 1933, The Daily Mirror a prétendu avoir découvert la tombe juive du grand-père de Hitler à Bucarest ; entre autres incohérences, si l'on se fie à la date de mort indiquée sur la pierre, il n'aurait eu que cinq ans de plus que le père de Hitler,.
En effet, les rumeurs les plus persistantes s'appuient sur l'impossibilité de définir avec certitude l'identité du grand-père paternel de Hitler, son père Alois étant né de père inconnu. Ainsi, un dossier secret constitué par Kurt von Schuschnigg, chancelier fédéral d'Autriche dans les années 1930, indiquerait que la grand-mère paternelle de Hitler, Maria Anna Schicklgruber, aurait été servante chez les Rothschild, célèbre famille juive de Vienne, et que son fils Alois serait donc issu d'une relation adultère avec l'un de ses membres. Cependant, ces informations rapportées par Hans-Jürgen Koehler sont considérées comme fictives par plusieurs historiens qui voient derrière ce nom un pseudonyme d'Heinrich Pfeifer,.
Le témoignage de Hans Frank, gouverneur général de Pologne pendant la Seconde Guerre mondiale, alors qu'il attendait d'être exécuté par pendaison dans sa cellule de Nuremberg, est régulièrement repris par les historiens. En 1930, Hitler serait venu voir Frank en lui présentant une lettre de son neveu, William Patrick Hitler, fils né britannique de son demi-frère Alois, issu du deuxième mariage du père de Hitler, Alois Hitler. Son neveu le menaçait de révéler que du sang juif coulait dans ses veines. Après enquête, Frank aurait découvert que Maria Anna Schicklgruber, future grand-mère paternelle d'Adolf Hitler, aurait conçu son seul enfant en 1836 (Alois Hitler, né Schicklgruber en 1837, devenu Hitler en 1877) alors qu'elle était cuisinière dans une famille juive de Graz, les Frankenberger, qui lui auraient versé une pension jusqu'aux 14 ans d'Alois . L'enfant aurait été le fruit d'une relation avec le fils de la famille, alors âgé de 19 ans, Léopold Frankenberger. Ce récit de Frank a été remis en cause par la suite, notamment pour la raison simple qu'il n'existe aucune preuve qu'une famille juive nommée « Frankenberger » ait vécu à Graz dans les années 1830, ni que la grand-mère de Hitler ait été employée dans cette ville en 1836, à plus de 300 km de sa région natale située à la campagne,,, de tels déplacements ne se concevant pas à une époque où le travail manuel ne manquait pas dans le Waldviertel au milieu du XIXe siècle ; de plus, les Juifs, expulsés de Graz au XVe siècle, ne furent autorisés à s'y réinstaller qu'à partir de 1860. L'identité réelle du père majoritairement soutenue par les historiens est celle de Johann Georg Hiedler, avec qui Maria Anna se marie en 1842 et dont Alois prendra le nom retranscrit en « Hitler » en 1877 ou celle de Johann Nepomuk Hiedler, le frère de Johann Georg, qui selon Werner Maser aurait eu une liaison avec Maria.
Cette version s'inscrit cependant durablement dans l'imaginaire collectif concernant le dictateur, jusqu'à inspirer la naissance d'œuvres telle que le manga L'Histoire des 3 Adolf (1983-1985) d'Osamu Tezuka, dont l'intrigue repose sur l'existence d'un document prouvant l'ascendance juive de Hitler. En mai 2022, Sergueï Lavrov, ministre russe des Affaires étrangères, évoque la rumeur en la comparant au cas du président de l'Ukraine, Volodymyr Zelensky : « Zelensky fait valoir cet argument : comment le nazisme peut-il être présent (en Ukraine) s'il est lui-même juif ? Je peux me tromper, mais Hitler avait aussi du sang juif. Cela ne signifie absolument rien. Le sage peuple juif dit que les antisémites les plus ardents sont généralement les juifs ». Ces propos sont qualifiés d'« antisémites » par Zelensky et notamment condamnés par Yaïr Lapid, le ministre israélien des Affaires étrangères,.
La raison pour laquelle cette supposition a perduré est due pour certains critiques à une tentative d'explication de la haine de Hitler pour le peuple juif ; selon Ron Rosenbaum (en), « certains veulent y voir l'origine de son antisémitisme. Les doutes sur sa filiation et sa propre pureté raciale, la crainte d'avoir hérité du « sang juif » d'un grand-père inconnu auraient selon eux poussé Hitler à des attitudes et des actes d'un antisémitisme toujours plus virulent pour prouver (à ses propres yeux autant qu'à ceux des autres) qu'il n'avait pas été « infecté », se débarrassant de ses soupçons quant à l'existence d'un Juif en lui en éliminant tous les Juifs autour de lui. »

## Branche paternelle

### Martin Hiedler et Anna Maria Goeschl
Sans certitude, on suppose que Martin Hiedler (1762-1829) et Anna Maria Goeschl (1760-1854), probablement des fermiers du Waldviertel, sont les parents de Johann Georg Hiedler, Johann Nepomuk Hiedler, et d'un troisième enfant, Lorenz Hiedler, sur lequel on sait peu de choses.

### Johannes Schicklgruber et Thérèse Pfeisinger
Johannes Schicklgruber (1764-1847) et Thérèse Pfeisinger (1769-1821), les parents de Maria Anna Schicklgruber, sont une famille catholique de paysans pauvres d'Autriche. Ils eurent onze enfants dont seulement six survécurent aux maladies infantiles.

### Johann Georg Hiedler
Johann Georg Hiedler, Huettler ou Hüttler né le 28 septembre 1792 à Spital et mort le 9 février 1857  au même lieu, serait le fils aîné de Martin Hiedler et Anna Maria Goeschl.
Johann Georg était un compagnon meunier pauvre et itinérant qui se louait de moulin en moulin. En 1824, il épouse sa première femme, dont le nom reste inconnu et qui meurt en couches cinq mois plus tard. Longtemps après cela, il rejoint pour des raisons inconnues la famille de Maria Anna Schicklgruber à Strones, et épouse celle-ci le 10 mai 1842 à Döllersheim, déjà mère d'un enfant de 5 ans prénommé Alois.
D'après l'historiographie officielle du Troisième Reich, Maria Anna et Johann Georg auraient conçu Alois hors mariage, mais Johann Georg n'a jamais reconnu l'enfant de son vivant. Le couple laisse Alois au frère de Johann Georg, Johann Nepomuk Hiedler, et emménage à Klein-Motten. Devenu veuf en 1847, Johann Georg reprend son travail itinérant avant de se fixer à Spital où il meurt.

### Maria Anna Schicklgruber
Maria Anna Schicklgruber est née à Strones le 15 avril 1795 de Johannes Schicklgruber et Thérèse Pfeisinger, et morte à Klein-Motten (Autriche) le 7 janvier 1847 .
Son enfance fut marquée par une vie paysanne rude et pauvre dans le Waldviertel. À la mort de sa mère, Maria Anna alors âgée de 26 ans reçoit un héritage de 74 guldens. En « paysanne économe mais judicieuse », selon les termes de l'historien Werner Maser, elle décide de prêter cet argent à un orphelinat jusqu'en 1838. À cette date, le placement a plus que doublé, s'élevant à 165 guldens.
Selon une partie de l'historiographie nazie, Maria Anna aurait été domestique chez les Frankenberger, une famille juive de Graz, dans la décennie 1830 avant de revenir à Strones. Dans ce village, le 7 juin 1837, célibataire et alors âgée de 42 ans, elle mit au monde Alois, qui portera son patronyme — Schicklgruber — jusqu'en 1877. Werner Maser souligne que Maria Anna refusa de révéler qui était le père du garçon. Elle fut alors recueillie chez une famille de Strones, les Trummelschlagen, qui devinrent parrain et marraine de l'enfant. Quelque temps plus tard, elle quitta la demeure avec son enfant pour rejoindre son père, Johannes Schicklgruber.
À une date inconnue, Johann Georg Hiedler rejoint les Schicklgruber. Il épouse Maria Anna le 10 mai 1842 à Strones (Döllersheim). Quelques mois après le mariage, le petit Alois Schicklgruber est envoyé à Spital chez son « oncle » Johann Nepomuk Hiedler, fermier aisé et frère de Johann Georg.
Au cours de la décennie 1840, Maria Anna et Johann Georg déménagent de la maison familiale de Strones pour aller vivre à Klein-Motten chez la famille Sillip. C'est là que Maria Anna meurt d'une complication pulmonaire en 1847, alors que son fils Alois n'a que 9 ans. Elle est alors inhumée dans le cimetière de sa commune natale de Strones (Döllersheim).
En 1938, près d'un siècle plus tard, lorsque l'Autriche est annexée par l'Allemagne à la suite de l'Anschluss, les nazis, ne retrouvant pas la sépulture de celle qui est la grand-mère paternelle d’Adolf Hitler, lui attribuent une « tombe d'honneur » sur le mur de l'église de Döllersheim.

## Branche maternelle

### Johann Nepomuk Hiedler et Eva Maria Decker
Johann Nepomuk Hiedler, Huettler ou Hüttler, né à Spital le 19 mars 1807 et mort le 17 septembre 1888  au même lieu, qui était l'arrière-grand-père maternel d'Adolf Hitler et aussi son grand-oncle paternel, serait le fils puîné de Martin Hiedler et Anna Maria Goeschl.
Le prénom « Johann Nepomuk » fait référence au saint patron tchèque Jean Népomucène (en tchèque Janu Nepomuckém), ce qui laisse supposer que sa famille serait originaire de Bohême ou y avait des attaches, d'autant plus que Spital est situé assez près de cette région.
Johann Nepomuk devint un fermier aisé et épousa vers 1828 ou 1829 Eva Maria Decker (1792-1873), de quinze ans son aînée. Au moins deux enfants sont nés de cette union, Johanna (grand-mère maternelle d'Adolf Hitler) et Walburga.
Légalement, il est l'oncle d’Alois, le fils de Maria Anna Schicklgruber, puisque celui-ci se fit reconnaître comme le fils de son frère Johann Georg en janvier 1877 ; à ce titre il lui laissa à sa mort un héritage.
Certains historiens tendent à penser que Johann Nepomuk serait le père biologique d'Alois Hitler, ce qui en ferait alors à la fois l'arrière-grand-père maternel d'Adolf Hitler et son grand-père paternel.

### Johann Baptist Pölzl et Johanna Hiedler
Johann Baptist Pölzl (1828-1902), fils de Johann et Juliana Pölzl, est l'époux de Johanna Hiedler, fille de Johann Nepomuk Hiedler.
Johanna Hiedler, Huettler ou Hüttler (nom transformé en Hitler en 1877), est née le 19 janvier 1830 à Spital où elle est morte le 8 février 1906 . Elle est la fille de Johann Nepomuk Hiedler et de Eva Maria Decker (1792-1873) et la grand-mère maternelle d'Adolf Hitler. Comme beaucoup de paysannes de l'époque, Johanna Hiedler est née, s'est mariée et est morte dans le même village, Spital, situé au sein de l'Empire autrichien.
Johann Baptist Pölzl et son épouse Johanna Hiedler étaient de petits cultivateurs du Waldviertal. Ils se sont mariés le 5 septembre 1848. De leur union, sont nés onze enfants, dont cinq seulement survivent aux maladies infantiles. Leur troisième fille est Klara, née en 1860, qui devient la troisième épouse d'Alois Hitler (1885), puis la mère d'Adolf Hitler (1889).

## Les parents et leur descendance

### Alois Hitler

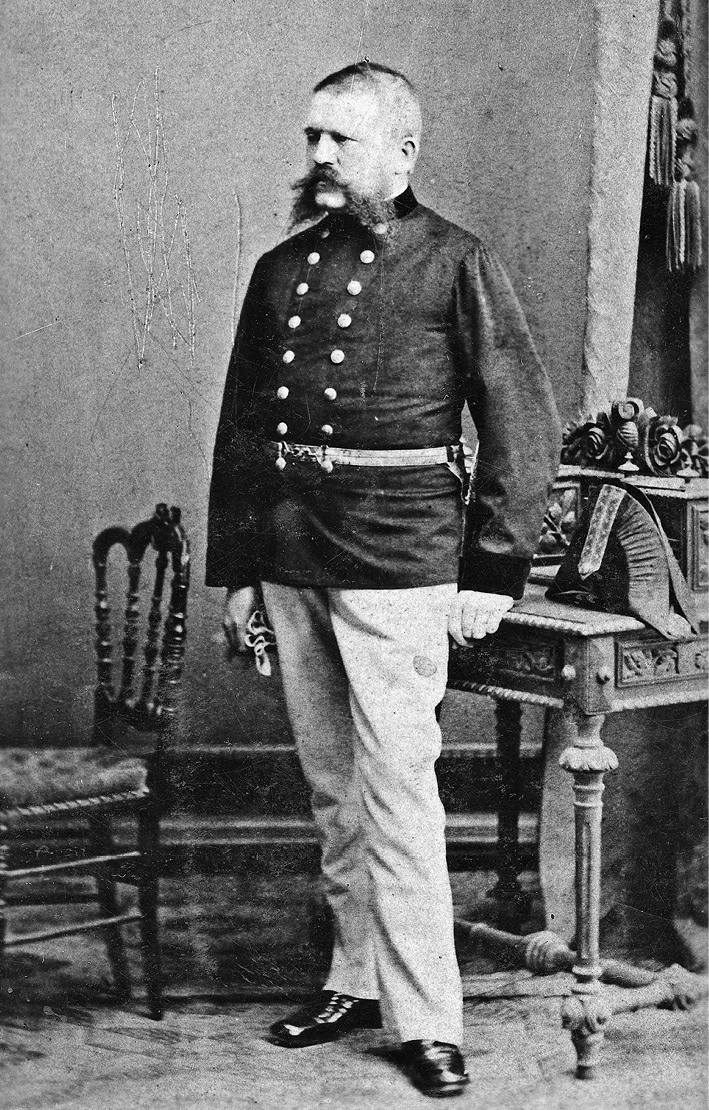
Alois Hitler, père d'Adolf Hitler.

Alois Schicklgruber, devenu Alois Hitler en 1877 (par la volonté de son oncle, et peut-être père biologique selon certains historiens, Johann Nepomuk Hiedler, lequel l'a élevé après ses 5 ans), père d'Adolf Hitler, est né le 7 juin 1837 à Strones et mort le 3 janvier 1903  à Leonding (Autriche). Il était agent des douanes austro-hongroises. En 1875, à 36 ans, il épouse Anna Glasl-Hörer, femme fortunée âgée de 50 ans, fille d'un autre agent des douanes ; celle-ci est donc son aînée de quatorze ans. Elle est malade et invalide, ou bien le devient peu après le mariage. Le couple n'a pas d'enfant et se sépare cinq ans plus tard en 1880. Anna meurt trois ans après, le 6 avril 1883. Le 22 mai 1883, Alois se marie pour la deuxième fois avec Franziska Matzelsberger (née en 1861), employée comme femme de ménage à l'auberge dans laquelle loge Alois, et qui, âgée de 21 ans, a cette fois vingt-quatre ans de moins que lui. Ils ont déjà un fils, également appelé Alois, né un an avant le mariage, en 1882 ; ils ont ensuite une fille, Angela, née en 1883. Franziska meurt un an après de la tuberculose, le 10 août 1884, alors qu'elle n'a que 23 ans. Quatre mois plus tard, le 7 janvier 1885, Alois se marie pour la troisième fois avec Klara Pölzl (née en 1860) avec qui il a six enfants : seuls deux d’entre eux, Adolf et Paula, atteignent l'âge adulte. Les enfants du deuxième mariage (Alois et Angela) et ceux du troisième mariage d'Alois (Adolf et Paula) sont élevés conjointement par Alois Htiler et son épouse Klara Pölzl.

### Klara Pölzl

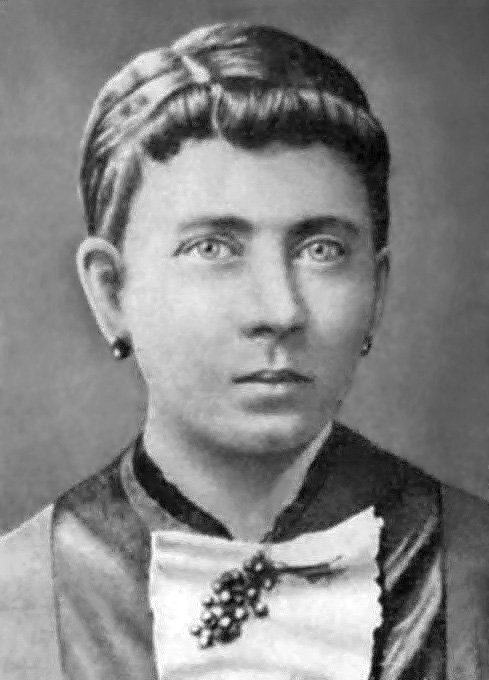
Klara Pölzl, mère d'Adolf Hitler.

Klara Pölzl, née le 12 août 1860 à Spital et morte le 21 décembre 1907  à Urfahr dans la banlieue de Linz (Autriche), est la mère d'Adolf Hitler. Employée de maison, elle est d’abord au service d'Alois Hitler et de sa compagne d'alors Franziska Matzelberger, devenue ensuite sa deuxième épouse. Après la mort de cette dernière, Klara épouse Alois, le fils de son grand-oncle le 7 janvier 1885 dont elle a plusieurs enfants, Adolf Hitler étant l'un d’eux, en l'occurrence le quatrième.

### Fratrie d'Adolf Hitler
De ses trois épouses, Alois Hitler a eu huit enfants, plus semble-t-il un enfant adultérin avant ces mariages, sans que la chose soit totalement avérée et que l'on connaisse avec certitude le nom de la mère ni le nom de l'enfant.
De sa relation avec Franziska Matzelberger sont issus :
- Alois, né Alois Matzelsberger (13 janvier 1882 - 20 mai 1956), et postérité ;
- Angela (28 juillet 1883 - 30 octobre 1949), et postérité.

De sa relation avec Klara Pölzl sont issus :
- Gustav (17 mai 1885 - 8 décembre 1887) † diphtérie ;
- Ida (23 septembre 1886 - 2 janvier 1888) † diphtérie ;
- Otto (8 septembre 1887) † diphtérie ;
- Adolf (20 avril 1889 - 30 avril 1945), sans descendance ;
- Edmund (24 mars 1894 - 2 février 1900) † rougeole ;
- Paula (21 janvier 1896 - 1er juin 1960).

### Autres membres de la famille

#### Geli Raubal
Angelika Raubal, de diminutif Geli, née le 4 juin 1908 et morte le 18 septembre 1931 , est la nièce d'Adolf Hitler, fille d'Angela Hitler (demi-sœur d’Adolf Hitler) et de Leo Raubal.
Elle a été retrouvée tuée d'une balle de pistolet au cœur dans les appartements de Hitler à Munich le 18 septembre 1931 à l'âge de 23 ans. Selon certaines sources, Hitler, amoureux de Geli, l'aurait lui-même tuée pour cause d'infidélité, mais la plupart des historiens s'accordent à dire que sa mort est réellement due à un suicide. La mère de Raubal, quant à elle, affirme que sa fille était amoureuse d'un Viennois et que, ne supportant plus d'être enfermée sous l'œil jaloux de son oncle amoureux, elle se suicida après avoir vu sa demande de visiter Vienne seule refusée.
Leni Riefenstahl, dans ses Mémoires, relate que lors d'une discussion tenue en 1944 avec Wilma Schaub, la femme du plus ancien aide de camp de Hitler, celle-ci lui a révélé la cause du suicide de Geli Raubal. En fouillant le manteau de Hitler, Geli aurait découvert une lettre d'Eva Braun qui était une « exubérante déclaration d'amour ». Souffrant de jalousie, Geli se suicida quelques heures plus tard. Cette version a aussi été corroborée par une autre secrétaire de Hitler, Christa Schroeder.

#### Heinz Hitler
Heinrich Hitler, appelé Heinz, né le 14 mars 1920 et mort le 21 février 1942 , est le fils d'« Alois Hitler fils » et de sa seconde épouse Hedwig Heidemann. Membre du parti nazi, il intègre une école militaire d'élite du IIIe Reich, les Nationalpolitische Erziehungsanstalten. Il entre dans la Wehrmacht au début de la Seconde Guerre mondiale et sert sur le front de l'Est en 1941 comme sous-officier des transmissions dans le 23e régiment d'artillerie, et participe à l'invasion de l'Union soviétique lors de l'opération Barbarossa.
Le 10 janvier 1942, Heinz Hitler est fait prisonnier lors d'une opération de récupération de matériel de transmission laissé sur une position arrière. Il est envoyé à Moscou et enfermé dans une prison militaire où il meurt un mois plus tard.

#### Les Veit, cousins issus de germain de Hitler
Vivant à Graz, cette branche de la famille de Hitler avait souvent été frappée de cas de déficiences mentales. Dans le cadre du programme Aktion T4, la cousine de Hitler, Aloisia Veit, souffrant de schizophrénie, est envoyée à Hartheim dans ce qui est officiellement un asile mais est en fait un centre d'euthanasie systématique des handicapés mentaux : 18 500 handicapés y ont été assassinés. La cousine de Hitler y est gazée en décembre 1940, dans le cadre de la politique eugéniste.[réf. nécessaire]